# Sing to Me Instead
Sing to Me Instead è il primo album in studio del cantante e attore statunitense Ben Platt, pubblicato nel 2019.

## Tracce
1. Bad Habit – 4:22
2. Ease My Mind – 4:37
3. Temporary Love – 3:37
4. Grow as We Go – 4:09
5. Honest Man – 3:49
6. Hurt Me Once – 4:00
7. New – 3:10
8. Better – 3:11
9. Share Your Address – 3:02
10. In Case You Don't Live Forever – 3:48
11. Older – 3:27
12. Run Away – 3:37

## Classifiche
| Classifica (2019) | Posizione massima |
| ----------------- | ----------------- |
| Australia         | 32                |
| Canada            | 57                |
| Regno Unito       | 79                |
| Stati Uniti       | 18                |